# Musica degli Stati Uniti d'America

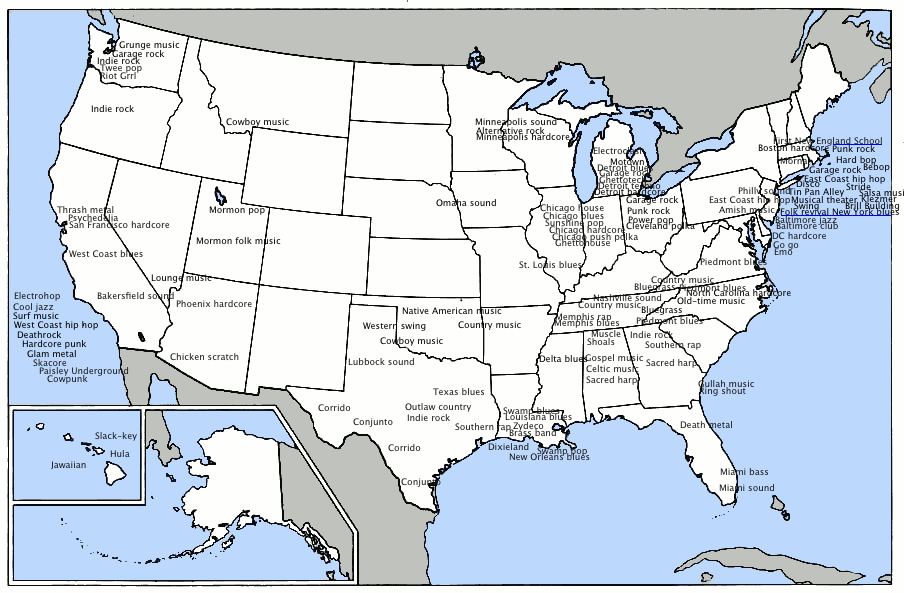
Una mappa dei generi musicali negli Stati Uniti

La musica degli Stati Uniti d'America riflette la molteplicità di etnie che compongono la popolazione del paese attraverso una larga gamma di generi e stili. Rock and roll, country, rhythm and blues, jazz e hip hop sono alcuni tra i generi musicali statunitensi maggiormente noti all'estero. Dall'inizio del XX secolo, la musica registrata proveniente dagli USA ha cominciato a diffondersi in tutto il mondo.
I primi abitanti nei territori degli odierni Stati Uniti furono centinaia di tribù native, con una loro propria tradizione musicale.
Fin dai tempi di Bartolomé de Las Casas (prima metà del XVI secolo), iniziò ad arrivare nel Nuovo Mondo un consistente numero di immigrati dalle Isole Britanniche, dalla Spagna, dalla Francia, portatori di nuovi strumenti e tradizioni, come la ballata anglosassone e il canto religioso della "buona novella" cristiana (gospel). Anche gli schiavi deportati dall'Africa portarono nuove tradizioni musicali e così fece ogni successiva ondata di immigrati.
L'apporto culturale originato da questo duplice e immenso movimento di popolazione (tenendo anche conto dell'elemento indio) ha creato tradizioni vive ancora oggi, le cui forme più tarde hanno, anzi, influenzato i territori d'origine con una sorta di movimento di ritorno lungo tutto il XX secolo. Così, la tradizione pop occidentale affonda molte delle proprie radici nel blues afroamericano del XVIII e del XIX secolo. Sono rimaste, poi, autonome espressioni musicali di tradizioni legate ai paesi d'emigrazione, tanto che è stata scritta e registrata negli Stati Uniti molta musica composta negli stili etnici differenti delle comunità ucraine, irlandesi, polacche, italiane, messicane, ebree e non solo. Infine, molte città americane hanno dato ampio spazio allo sviluppo di numerosi stili musicali regionali. Oltre alle grandi città come Detroit, New York, Chicago, Nashville e Los Angeles, molte città più piccole hanno prodotto caratteristici stili musicali. Così, accade che in Louisiana sia sorta una musica come quella cajun, mentre altrove si sono mantenute manifestazioni delle tradizioni creole. Importante è, poi, l'elemento della musica popolare hawaiiana, nonché il bluegrass e la old time music (o root music, "musica con radici"), la musica (soprattutto bianca) che giunse nel Nuovo Mondo dall'Inghilterra, dalla Scozia, dall'Irlanda e che si è depositata soprattutto negli Stati Uniti della zona sud-est.

## Caratteristiche
La musica degli Stati Uniti può essere caratterizzata dall'uso di ritmi sincopati ed asimmetrici, da melodie lunghe ed irregolari che si dice “riflettano la vasta ed aperta geografia del paesaggio americano e la sensazione di libertà personale tipica della vita americana”. Alcuni aspetti particolari della musica americana derivano senza dubbio da tradizioni e strumenti africani; ne è un esempio la struttura call-and-response che prevede l'alternanza tra una voce solista ed un coro a più voci, dove le frasi cantate formano dei veri e propri dialoghi, ad imitazione dell'interazione verbale (e non) che avviene, in diversi paesi africani, durante le riunioni pubbliche, nelle cerimonie religiose o nelle discussioni di affari.  
Sin dagli inizi della storia della musica americana, fino ai tempi moderni, la relazione tra la musica statunitense e quella europea è stata oggetto di molti dibattiti tra gli studiosi di musica americana. Alcuni auspicavano per l'adozione di tecniche e stili più vicini a quelli europei e in qualche modo considerati come più rifiniti ed eleganti, mentre altri erano a favore di una forma di nazionalismo musicale che celebrasse in maniera chiara e distinta le tradizioni americane. Lo studioso di musica classica moderna John Warthen Struble si è posto in opposizione sia con gli americani che gli europei, sostenendo che la musica degli Stati Uniti è intrinsecamente distinta poiché questi, come nazione, non hanno avuto secoli di sviluppo musicale. Anzi, la musica degli Stati Uniti è quella di centinaia di indigeni e di gruppi immigrati, ciascuno dei quali si è sviluppato dapprima a livello regionale fino a che la guerra civile americana ha riunito negli eserciti persone provenienti da ogni parte della nazione, permettendo così un interscambio culturale di generi e pratiche musicali. Struble considera le ballate della guerra civile come "la prima tipologia di musica folk americana che possiede caratteristiche ben precise e che sono identificabili unicamente con l'America: la prima musica veramente americana, distinta da ogni altra musica regionale di derivazione straniera".
La guerra civile, e il periodo successivo, videro una fioritura delle arti, della letteratura e della musica. I gruppi musicali amatoriali di questo periodo rappresentano veramente la nascita della musica popolare americana. Lo scrittore e studioso di musica David Ewen descrive queste prime bande amatoriali come combinazione della profondità e drammaticità della musica classica unita alla facile tecnica esecutiva; la musica suonata da questi gruppi evita la complessità per esaltare invece l'espressione diretta. Se questa musica fosse vocale, le parole sarebbero inglesi, nonostante alcuni critici abbiano dichiarato che l'inglese è una lingua non cantabile. L'America, nel periodo successivo alla guerra civile, conobbe un risveglio generale in cui i pittori, gli scrittori ed i compositori ‘seri’ trattavano argomenti specificatamente americani. È in questo periodo che sono collocabili le origini del blues, del gospel, del jazz e del country; nel ventesimo secolo questi generi diventarono l'essenza della musica popolare americana che, in seguito, diede vita al rhythm and blues, al rock and roll e alla musica hip hop.

### Identità sociale
La musica americana è strettamente allacciata a tematiche legate al sociale e all'identità culturale. I contrasti di classe, le questioni inerenti alla varietà razziale ed etnica, la religione, la sessualità sono solo alcuni dei temi trattati nella musica popolare. La relazione tra musica e razza è forse l'elemento predominante nello sviluppo della musica statunitense. L'identità musicale afroamericana, di derivazione assai eterogenea, ha sempre giocato un ruolo costante e fondamentale in tutta la storia della musica degli Stati Uniti. Esiste una scarsa documentazione sulla musica afroamericana del periodo coloniale, quando gli stili, le canzoni e gli strumenti provenienti dall'Africa occidentale si mescolavano nel crogiolo delle popolazioni ridotte alla schiavitù. Ma già a metà del diciannovesimo secolo, l'impronta sonora afroamericana era ben conosciuta e diffusa; le tecniche, gli strumenti e l'immaginario afroamericano divennero popolarissimi, basti pensare agli spiritual e alle canzoni degli schiavi. Molto diffusi erano anche i minstrel show, spettacoli di improvvisazione in cui bianchi con la faccia dipinta di nero si beffeggiavano delle usanze e dell'ambiente afroamericano.
La separazione tra classi sociali si rispecchia anche in ambito musicale, nonostante le distinzioni non siano assolute; la musica country popolare, ad esempio, è un genere commerciale che dovrebbe fare presa sulla classe operaia rafforzandone l'identità, a prescindere dall'appartenenza o meno degli ascoltatori di questo genere alla classe operaia. La musica country è anche legata all'identità geografica, in particolare all'ambiente rurale mentre altri generi, come ad esempio il rhythm and blues e l'hip hop sono percepiti come generi urbani.
Nonostante il fare musica sia stato spesso considerato come un'attività femminea, non sono assenti le contraddizioni. Nel diciannovesimo secolo, ad esempio, cantare e suonare il piano a livello amatoriale era considerato adatto alle donne dell'alta società, eppure queste venivano escluse dalle attività concertistiche e sinfoniche. Le donne ricoprirono un ruolo considerevole durante i primi sviluppi della musica popolare ma furono gli uomini a dominare la scena, quando si trattò di incidere dischi. Diversi sono anche oggi i generi musicali a predominanza maschile, basti pensare all'heavy metal e al gangsta rap. Tuttavia, anche in questi ambiti, le donne stanno guadagnando terreno e conquistando pubblico.

### Molteplicità
Gli Stati Uniti sono spesso considerati una sorta di crogiolo culturale capace di generare nuovi stili e metodi espressivi a partire da elementi e influenze appartenenti alle culture più disparate. Sebbene alcuni aspetti della musica americana possano essere ricondotti alle loro origini specifiche, vi sono elementi musicali per cui è problematico stabilire quali siano esattamente le loro derivazioni; questo a causa della costante evoluzione che la musica statunitense ha subito in seguito a molteplici ibridazioni delle tecniche, dei generi e degli strumenti. Elementi musicali appartenenti a generi stranieri sono giunti negli Stati Uniti sia attraverso vie formali, come l'educazione o gli spettacoli, che attraverso canali informali, come l'accidentale trapianto della musica dell'Africa occidentale attraverso la schiavitù o della musica irlandese attraverso l'immigrazione. Le musiche più tipiche americane sono il risultato di mescolanze intraculturali avvenute per contatto diretto. La schiavitù, ad esempio, ha fatto sì che persone appartenenti a tribù diverse vivessero a stretto contatto negli stessi quartieri e questo ha prodotto una straordinaria fusione di generi tradizionali, arricchita anche da elementi della musica indigena, latina ed europea. Le differenze etniche, religiose e razziali hanno dato vita a generi misti come, ad esempio, la musica franco-americana dei creoli della Louisiana, la fusione europea e messicana della Tejano music e la musica totalmente ibridata della moderna musica hawaiiana in cui è tipico l'utilizzo della chitarra con accordatura slack-key, in cui le corde, se suonate a vuoto, danno un accordo (di solito è il sol maggiore).
La mescolanza tra generi musicali di diverse culture si presta in parte a delle critiche. Per esempio, a metà del ventesimo secolo, il revival della musica folk si è appropriato della musica delle popolazioni rurali in parte per promuovere determinate cause politiche e molti si sono chiesti se questo non abbia causato la commodificazione commerciale delle canzoni altrui e l'inevitabile indebolimento del loro significato nel contesto originale da cui provengono. La questione dell'appropriazione culturale ha rivestito grande importanza nelle questioni razziali negli Stati Uniti. L'utilizzo da parte di bianchi americani di tecniche musicali, immagini e concetti tipici della cultura afroamericana era diffuso già dalla metà del diciannovesimo secolo, quando erano in voga le canzoni di Stephen Foster e i minstrel show. L'industria della musica ha tentato tenacemente di rendere popolari gli esecutori bianchi di musica afroamericana, poiché questi dovrebbero essere più appetibili alla maggior parte degli americani, in particolare delle classi medie. Questa tendenza ha prodotto diversi grandi artisti come Benny Goodman, Eminem ed Elvis Presley, così come generi famosi come il blue-eyed soul (con cui si identifica la musica rhythm and blues o il soul suonata da gente bianca) e il rockabilly.

## Musica folk
La musica folk negli Stati Uniti è molto differenziata poiché nel paese ci sono molti diversi gruppi etnici. Le tribù dei nativi americani suonano ognuna la propria musica, di solito a carattere spirituale. La musica afroamericana include i generi del blues e del gospel che discendono dalla musica dell'Africa occidentale portata in America dagli schiavi e mescolata con la musica dell'Europa occidentale. Durante il periodo coloniale, nelle Americhe furono importati gli stili e gli strumenti inglesi, francesi e spagnoli. Dall'inizio del ventesimo secolo, gli Stati Uniti divennero il fulcro principale delle musiche popolari di tutto il mondo, incluse la polka, la musica violinistica ucraina e polacca, il klezmer ebreo-aschenazita nonché svariati tipi di musica latinoamericana.
I nativi americani suonarono la prima musica folk in quelli che adesso sono gli Stati Uniti, usando una grande varietà di stili e tecniche. Tuttavia, vi sono degli elementi praticamente comuni a tutti questi stili, specialmente la mancanza di armonia e polifonia, l'utilizzo di vocaboli e figure melodiche discendenti. Gli strumenti tradizionali sono il flauto e molti tipi di percussioni, come tamburi, sonagli (rattles), bastoni della pioggia. Una volta stabilito il contatto con le popolazioni europee ed africane, la musica popolare nativa americana prese nuove direzioni fondendosi con gli stili più disparati, come le musiche da ballo europee e la Tejano music. La moderna musica nativa americana è famosa soprattutto per i raduni pow-wow in cui è possibile vedere e ballare le danze che derivano direttamente dalle tribù delle pianure del Canada e degli Stati Uniti.
I primi tredici stati costituiti in America (le tredici colonie) erano possedimenti inglesi quindi la cultura anglosassone fu un pilastro fondamentale per lo sviluppo della musica popolare americana. Molte canzoni folk americane sono identiche nell'arrangiamento alle canzoni britanniche ma presentano testi diversi, spesso parodie delle corrispettive inglesi. Le canzoni anglo-americane sono caratterizzate dal minor utilizzo della scala pentatonica, dagli accompagnamenti meno elaborati (con un uso più massiccio del bordone) e dal maggior numero di melodie in modo maggiore. La musica anglo-americana possiede inoltre una grande varietà di ballate che venivano stampate ad uso popolare, storie umoristiche, storie riguardanti figure leggendarie come Paul Bunyan, Pecos Bill, Jesse James, Joe Magarac o John Henry, storie riguardanti disastri minerari, disastri marittimi, omicidi. Tra le danze folkloristiche di origine britannica vi è la square dance (discendente della quadriglia francese e ballata da quattro coppie) con l'aggiunta americana della figura di un "chiamante" (caller) che guida le coppie danzanti, indicando le figure che devono eseguire.
Gli antenati degli attuali afroamericani furono portati negli Stati Uniti come schiavi e lavoravano principalmente nelle piantagioni del sud. Provenivano da centinaia di tribù dell'Africa occidentale e portarono con sé alcuni tratti caratteristici della musica di quel territorio, inclusa la già citata strattura call-and-response, la complessità ritmica, i battiti sincopati e accenti spostati. La musica africana si basa molto sul ritmo e sulla danza ed ha permesso alle popolazioni portate nel Nuovo Mondo di mantenersi in contatto con il proprio passato. I primi schiavi, oltre alle canzoni di lavoro, cantavano i cosiddetti field holler (grido dei campi), canti che fungevano da mezzo di comunicazione, spesso in codice, tra i lavoratori. Da un campo si levava un verso musicale somigliante a un grido acuto e da un altro campo distante giungeva la risposta. In seguito al processo di cristianizzazione, le popolazioni di colore iniziarono a cantare inni sacri. Nel diciannovesimo secolo ci fu un periodo di grande fervore religioso che coinvolse tutto il paese. Durante gli incontri religiosi venivano cantati inni scritti principalmente dai pastori protestanti del New England e fu allora che le persone di colore iniziarono a cantare questi inni alla loro maniera dando origine ai Negro spirituals. Fu da queste origini, dagli spirituals, dalle canzoni di lavoro, dai field holler che nacquero il blues, il jazz e il gospel.

### Blues e spirituals
Gli spirituals erano principalmente espressioni di fede religiosa ed erano cantati dagli schiavi nelle piantagioni del sud. Questa forma musicale ebbe una notevole diffusione nel periodo tra la metà del diciannovesimo secolo fino agli inizi del secolo successivo. Nel 1871 la Fisk University divenne la sede dei Jubilee Singers, un gruppo che rese molto popolari gli spirituals. Ad imitazione di questo gruppo, ben presto nacquero altri quartetti di stampo religioso che andarono via via sempre più differenziandosi; e fu anche dal notevole divulgarsi di ciarlatani e di predicatori cantanti che si sviluppò la musica gospel.
Il blues è una combinazione di canzoni di lavoro africane, field hollers e grida. Si sviluppò nel sud rurale durante il primo decennio del ventesimo secolo. La caratteristica più importante del blues è l'utilizzo della scala blues, con il terzo grado leggermente calante, e dei testi tipicamente lamentosi; sebbene entrambi questi elementi esistessero nella musica afro-americana già prima del ventesimo secolo, la forma codificata del blues moderno (come ad esempio la struttura AAB) non fa la sua comparsa se non nei primi anni del XX secolo.

### Altre comunità immigranti
Gli Stati Uniti sono un crogiolo culturale che racchiude in sé tanti gruppi etnici. Molte di queste popolazioni hanno mantenuto vive le tradizioni della loro terra di origine dando vita a dei veri e propri scenari musicali nelle regioni statunitensi in cui hanno formato gruppi numerosi; ne sono esempi la musica di Capo Verde nel New England, la musica armena in California, la musica italiana e ucraina a New York.
I creoli sono una comunità dalla varia derivazione non anglosassone, perlopiù discendenti di persone che vivevano nella Louisiana prima che questa entrasse a far parte degli Stati Uniti. I cajun sono un gruppo di francofoni arrivati in Louisiana dopo aver abbandonato l'Acadia, in Canada. la loro musica cajun è ancora suonata in Louisiana, usando la lingua francese. La città di New Orleans, nella Louisiana, essendo un importante porto, è stata un notevole ricettacolo per le popolazioni del bacino caraibico. Il risultato è un originale sincretismo degli stili cajun e creolo.
Il Messico, fino alla guerra messico-statunitense, controllava una grande parte di quelli che sono ora gli stati più occidentali degli Stati Uniti, incluso l'intero stato del Texas. Dopo che il Texas divenne parte del territorio degli Stati Uniti, i messicani che vivevano in quel territorio iniziarono a svilupparsi culturalmente in maniera diversa dai loro vicini del sud e rimasero ben distinti dagli altri texani. Punto chiave nell'evoluzione della prima musica tejana fu la commistione tra le forme tradizionali messicane come il corrido e gli stili dell'Europa continentale introdotti dai coloni tedeschi e cecoslovacchi alla fine del diciannovesimo secolo. In particolare, la fisarmonica fu adottata dai musicisti tejani all'inizio del XX secolo e divenne popolare fra i musicisti dilettanti del Texas e del Messico settentrionale.

## Musica jazz
Importante anche la musica jazz: nel XX secolo si sono distinti, tra gli altri, Duke Ellington, Louis Armstrong, interprete di famose canzoni come What a Wonderful World (1967), e il sassofonista e compositore Charlie Parker, tra i fondatori del movimento musicale Bebop.

## Rock and roll
Per il genere Rock and roll si ricordano, tra gli altri, la figura di Jerry Lee Lewis.